# 屠龙传记
《屠龙传记》是一款由Infogrames制作和发行的3D角色扮演类游戏。本游戏先于1989年在Amiga和Atari ST发行，后移植至其他平台如MS-DOS和超级任天堂。游戏于1991年5月24日在日本地区超级任天堂发行。
游戏设定在一个巨大的长方形大陆，并且此大陆分割为四个小的区域。每一个区域具有独特的地形和气候。玩家需要组成一个四人的小组进行探险。